# 虞子期
虞子期，为明朝甄伟《西汉通俗演义》的虚构人物，為虞姬之堂弟，項羽軍中一位武將。他曾幫助項羽的叔父項梁起義反秦。但在之后的文学、影视作品中，多被修改设定为虞姬的亲哥哥，西楚武将，最终结局则多为追随项羽战死到最后。
在电视剧《楚汉骄雄》中，邵卓尧饰演虞子期。